# Arvillers
Arvillers (picardisch: Arvili) ist eine nordfranzösische Gemeinde mit 764 Einwohnern (Stand 1. Januar 2022) im Département Somme in der Region Hauts-de-France. Die Gemeinde liegt im Arrondissement Montdidier, ist Teil der Communauté de communes Avre Luce Noye und gehört zum Kanton Moreuil.

## Geographie
Die Gemeinde in der Landschaft Santerre liegt südlich der großzügig ausgebauten Départementsstraße D934 (frühere Route nationale 334) von Amiens nach Noyon rund 11 km nordwestlich von Roye an der Départementsstraße D54. Mit der 1965 angeschlossenen früheren Gemeinde Saulchoy-sur-Davenescourt erstreckt sie sich im Süden bis zur Avre.

## Geschichte
Auf dem Gemeindegebiet wurden steinzeitliche Gegenstände sowie die Reste von zwei gallo-römischen Villen gefunden.
1653 wurden das Dorf und die Kirche durch spanische Truppen gebrandschatzt.
Die Gemeinde erhielt als Auszeichnung das Croix de guerre 1914–1918.

## Einwohner
| 1962 | 1968 | 1975 | 1982 | 1990 | 1999 | 2006 | 2010 |
| ---- | ---- | ---- | ---- | ---- | ---- | ---- | ---- |
| 678  | 634  | 559  | 568  | 634  | 652  | 719  | 748  |

## Verwaltung
Bürgermeister (maire) ist seit 2001 Yves Cottard.

## Sehenswürdigkeiten
- Die 1928 wieder aufgebaute Kirche Saint-Martin an der Stelle der im Ersten Weltkrieg zerstörten alten Kirche aus dem 17. Jahrhundert mit Kreuzweg von Henri Marret aus dem Jahr 1929.
- Kriegerdenkmal

## Persönlichkeiten
- Madeleine Riffaud (1924–2024), Widerstandskämpferin, hier geboren